# Nicholas Cords
Nicholas Cords (* 1974) ist ein US-amerikanischer Bratschist.
Cords studierte Viola an der Juilliard School of Music und spielte in der Avery Fisher Hall die New Yorker Uraufführung von John Harbisons Violakonzert. Er vollendete seine Ausbildung am Curtis Institute of Music in Chicago. Zu seinen Lehrern zählten Karen Tuttle, Harvey Shapiro, Joseph Fuchs und Felix Galimir.
Als Kammermusiker trat er mit Ensembles wie den Caramoor Virtuosi, den Richardson Chamber Players, dem Metamorphosen Chamber Orchestra, den Davidsbund Chamber Players und den Metropolitan Museum Artists in Residence auf, als Solist u. a. mit dem Philadelphia Orchestra, dem Minnesota Orchestra, dem New York String Seminar Orchestra und der Queens Symphony.
Weiterhin ist Cords festes Mitglied von Yo-Yo Mas Silk Road Ensemble, mit dem er in den USA und Europa, in Japan, Korea, Taiwan, Singapur, Indien, Ägypten, im Iran, Syrien und mehreren zentralasiatischen Republiken auftrat. Rundfunk- und Fernsehauftritte hatte er u. a. bei der David Letterman Show, bei Good Morning America und bei einer Sendung des Chinesischen Staatsfernsehens von der Chinesischen Mauer. Mehrere Jahre wirkte er als Moderator und Musiker an der wöchentlichen Sendung On A-I-R (Artists-in-Radio) des New Yorker WQXR Radio mit.
Cords gibt Sommerkurse bei der Bennington Chamber Music and Composers Conference und unterrichtet Viola an der Harvard University. Er wirkte weiterhin als Mentor an Workshops in der Carnegie Hall mit und gab Workshops für Lehrer für das New York City Department of Education. Er spielt eine Viola des Instrumentenbauers Samuel Zygmuntowicz aus dem Jahr 2004.

## Diskographie
- Silk Road Project: Silk Road Journey, 2002
- Ceiling Of Heaven: Music Of Donald Crockett And Allen Shawn, 2005
- Silk Road Project: New Impossibilities, 2007
- Kayhan Kalhor: Silent City, 2008
- Christina Courtin, 2009